# Casapapiu
Casapapiu (spanisch Casapapio) ist ein Weiler in der Parroquia Pola de Laviana der Gemeinde Laviana in der autonomen Gemeinschaft Asturien in Spanien.

## Geographie
Casapapiu ist ein Dorf bzw. Weiler mit 7 Einwohnern (2011). Es liegt auf 430 m über NN. Casapapiu ist 1,8 km von Pola de Laviana, dem Hauptort der Gemeinde Laviana entfernt.
In Casapapiu herrschen angenehm milde Sommer mit ebenfalls milden, selten strengen Wintern vor. In den Hochlagen können die Winter durchaus streng werden.

## Wirtschaft
Der Weiler besteht aus landwirtschaftlichen Betrieben. Land- und Forstwirtschaft sowie der Abbau von Kohle und Eisen haben die Region seit Jahrhunderten geprägt.